# Selección de fútbol de Coreanos en Japón
Coreanos en Japón es la selección representativa de la población coreana que vive en Japón. El equipo representa a jugadores con pasaportes de Corea del Norte y Corea del Sur. Es dirigido por la United Korean Football Association (UKFAJ), y desde 2015 es miembro de la ConIFA.

## Historia
El equipo surgió del club de fútbol local para los coreanos en Japón, el FC Korea, que se formó en 1961 y actualmente juega en la Kantō Soccer League. Tras su formación, se unió a ConIFA, y se convirtió en uno de los equipos asiáticos invitados a jugar en la Copa Mundial de Fútbol de ConIFA de 2016 el 9 de enero de 2016. El equipo avanzó a los cuartos de final después de vencer al País Sículo por 1-0 en la fase de grupos, pero perdieron en los penales ante Chipre del Norte. El equipo terminó octavo en la clasificación final.
En 2018 el equipo participó de la Copa Mundial de Fútbol de ConIFA de 2018. Para el torneo, nombraron al exjugador norcoreano An Yong-hak como jugador-entrenador.

## Desempeño en competiciones

### Copa Mundial de ConIFA
| Año   | Posición         | PJ               | PG               | PE               | PP               | GF               | GC               |
| ----- | ---------------- | ---------------- | ---------------- | ---------------- | ---------------- | ---------------- | ---------------- |
| 2014  | No participó     | No participó     | No participó     | No participó     | No participó     | No participó     | No participó     |
| 2016  | 8º               | 5                | 1                | 2                | 2                | 4                | 7                |
| 2018  | 11º              | 6                | 1                | 4                | 1                | 7                | 4                |
| 2020  | Evento cancelado | Evento cancelado | Evento cancelado | Evento cancelado | Evento cancelado | Evento cancelado | Evento cancelado |
| Total | 2/4              | 11               | 2                | 6                | 3                | 11               | 11               |

## Partidos

### Copa Mundial de ConIFA
| Fecha              | Estadio                  | Lugar                   |                   | Rival              | Resultado      |
| ------------------ | ------------------------ | ----------------------- | ----------------- | ------------------ | -------------- |
| 30 de mayo de 2016 | Estadio Dínamo           | Sujumi, Abjasia         | Coreanos en Japón | País Sículo        | 1-0            |
| 31 de mayo de 2016 | Estadio Dínamo           | Sujumi, Abjasia         | Coreanos en Japón | Kurdistán          | 0-3            |
| 1 de junio de 2016 | Estadio Dínamo           | Sujumi, Abjasia         | Coreanos en Japón | Chipre del Norte   | 1-1 (2-4 pen.) |
| 3 de junio de 2016 | Estadio Dínamo           | Sujumi, Abjasia         | Coreanos en Japón | Laponia            | 1-2            |
| 4 de junio de 2016 | Estadio Daur Akhvlediani | Gagra, Abjasia          | Coreanos en Japón | Kurdistán          | 1-1 (4-2 pen.) |
| 31 de mayo de 2018 | Colston Avenue           | Carshalton, Inglaterra  | Coreanos en Japón | Armenia Occidental | 0-0            |
| 2 de junio de 2018 | Larges Lane              | Bracknell, Inglaterra   | Coreanos en Japón | Cabilia            | 0-0            |
| 3 de junio de 2018 | Arbour Park              | Slough, Inglaterra      | Coreanos en Japón | Panjab             | 1-1            |
| 5 de junio de 2018 | Larges Lane              | Bracknell, Inglaterra   | Coreanos en Japón | Tuvalu             | 5-0            |
| 7 de junio de 2018 | Hayes Lane               | Bromley, Inglaterra     | Coreanos en Japón | Abjasia            | 0-2            |
| 9 de junio de 2018 | St Paul's Sports Ground  | Rotherhithe, Inglaterra | Coreanos en Japón | Tíbet              | 1-1 (4-1 pen.) |

### Amistosos
| Fecha                   | Estadio        | Lugar             |                   | Rival        | Resultado |
| ----------------------- | -------------- | ----------------- | ----------------- | ------------ | --------- |
| 26 de noviembre de 2016 | Gosamaru Field | Nakagusuku, Japón | Coreanos en Japón | Islas Ryūkyū | 9-0       |

## Entrenadores
| Entrenador    | Período | Partidos | PG | PE | PP | Aprov. % |
| ------------- | ------- | -------- | -- | -- | -- | -------- |
| Chan Ho Seong | 2016    | 6        | 2  | 2  | 2  | 44.4%    |
| Ahn Young-hak | 2018    | 6        | 1  | 4  | 1  | 38.8%    |
| Total         | Total   | 12       | 3  | 6  | 3  | 41.6%    |